# 씨젠
씨젠(영어: Seegene, Inc.)은 대한민국의 시약 및 의료용품 제조업체이다. 코로나바이러스감염증-19의 진단 키트를 개발해낸 회사로 잘 알려져 있다.
씨젠은 미국 국립 의학도서관에 241번 인용되었다. ( 2020.08 기준 )
씨젠 제품은 전 세계 각국 논문에서도 많은 용도로 사용된다. 코로나 진단 장비, 키트 뿐만 아니라 RSV·HPV 외 분자진단시장 관련돼서는 많은 활용 이 된다
Sciencedirect (872번)  ( 2020.08 기준 ) 외에 기타 등등 
(이탈리아·미국·이스라엘·인도·스페인·프랑스·독일·스위스·핀란드·아일랜드·파키스탄·짐바브웨·캐나다·싱가포르·브라질·태국·가나·라투아니아·폴란드·루마니아·말레이시아·중국·일본·사우디아라비아·남아공·벨기에·터키·대한민국 )

## 상세
씨젠은 코로나뿐만 아니라 세계 분자진단 시장 (HPV, RSV)에서 선두 기업에 속해 있다. 세계 1위 바이오기업 Roche와 견줄 만한 기술력과 특허를 가지고 있었지만 이미 선점하는 시장을 들어가기 힘들었다. 하지만 이번에 코로나 사태로 인하여 세계적으로 인정받고 홍보하였고 또한 2020년 예상 영업이익 7천440억으로 이제는 어떻게 얼마나 성장할지 아무도 예상하지 못할 기업이다. (맥쿼리(MACQUARIE) 분석 보고서에 의하면 2020년 예상 매출액은 총 1조 1,182억 영업이익은 7천440억으로 예상)

2015년 세계 TOP 3 분자진단 기업 (Becton Dickinson, Hologic, Qiagen )들은 씨젠 제품을 ODM 계약을 체결 한 적 있다. 이렇듯 씨젠에 특허와 기술력은 아주 높다고 평가할 수 있다. 세계 1위 바이오 기업 Roche조차 도 씨젠에 분자진단 기술력은 따라갈 수 없다는 말이 있다.
2018년 모든 ODM 계약을 취소하고 직접 판매에 나섰다. 그다음 해 세계 918개의 거래처를 만들고 높은 영업수익을 올렸다.
2020년 2분기 실적은 매출액 2,748억 영업이익 1,689억은 말 그대로 어닝 서프라이즈다.
Thermo Fisher Scientific와 파트너쉽 을 맺고있다 (2020년)
세계 분자진단 정상회담에 프리미엄 후원 기업으로 참석하였다. 2020.08.25~27
브라질에 씨젠 실험실을 8개 확장하였다.
모건스탠리캐피털인터내셔널(MSCI) 신흥 시장 지수 재조정 자금이 2020년 9월 1일부터 유입되었다.
세계적으로 동시 다중진단 기술을 유일하게 보유한 회사이다. (2020.08.27 기준)
2020년 7월 31일 추가 긴급 사용승인을 받았다. (유럽 EUA, 미국 FDA)
2020년 9월 1일 독감, Covid-19 동시 다중진단키트를 세계 최초로 출시하였다.
2020년 9월부터 씨젠 주식상황을 배경으로 만들어진 패러디 영상 시리즈가 있다.
한국은 빠르게 진단키트를 개발 하여 잘 대처한 덕분에 4조 원에 규모를 절약 할 수 있었다. ( 한국 씨젠 코로나 진단키트 점유율 80% )
씨젠은 한국 TV 방송에 CF를 하기도 하였다 ( 2020.10 )
2020년 9월부터 씨젠 주식상황을 배경으로 만들어진 패러디 영상 시리즈가 있다. 탐관오리 제작
씨젠 PCR 코로나 검사 테스트 민감도는 평균 98.3%를 기록 하고 있다
씨젠은 동시다중 유전자증폭 기술 에 대한 원천기술 특허를 2011년 취득했다.
분자진단업체 씨젠은 여러 유전자를 한 번에 증폭하며 정량정보 분석을 가능케 하는 `차세대 TOCE 기술`에 대해 미국, 유럽, 중국, 일본 등에 특허등록을 완료했다. ( 2017년 4월 26일 ) 
2020년 12월 미국연구진들은 FDA, EUA에서 승인받은 모든 타액코로나진단키트로 소아를 대상으로 연구를 했고
그중 Seegene 이 소아를 대상으로 최고로 높은 진단율과 적합하다는 연구발표를 받았다.  5
씨젠은 상무 이상 임원 26명이 총 1만6299주의 자사주매입을 매입했다. 7
씨젠은 타액진단장비를 개발해 EUA에서 승인받았다. 8
씨젠은 코로나 19, 독감 동시진단장비를 식약처에서 승인받았다. 9
씨젠은 변이진단장비로 세계적으로 높은 진단율과 대량진단기능으로 인정받고 있는 중이다
심지어 남아공 변이바이러스로 전 세계가 떠들썩한 때 남아공에서는 씨젠 진단키트를 사용했다.
씨젠은 브라질 정부에 한번 오르락내리락 한 적 있다 2020년 12월 브라질 정부에서 진단장비를 700만 명 분량을 구매한 뒤 사용하지 않고
방치하다가 사용기한이 지나 국민들에게 많은 질타를 받았다 ( 씨젠에서 재생산 해주는 걸로 마무리 지었다 )

## 본점 및 지점 현황
- 본점: 서울특별시 송파구 오금로 91, 지하1층, 3층~12층 (방배동, 태원빌딩)
- 한길지점: 서울특별시 송파구 오금로13길 3-11, 3층, 4층, 6층 (방이동, 한길빌딩)
- 문정지점: 서울특별시 송파구 법원로11길 25, B동 701~715호 (문정동, H비즈니스파크)
- 하남1센터: 경기도 하남시 초광산단로 71 (광암동)
- 씨젠송파빌딩지점: 서울특별시 송파구 오금로 81 (방이동, 송파빌딩)
- 하남2센터: 경기도 하남시 초광산단로 37 (초이동)
- 하남3센터: 경기도 하남시 초광산단로 104 (광암동)
- 하남4센터: 경기도 하남시 초광산단서로16번길 17 (초이동)
- 하남5센터: 경기도 하남시 초광산단로 67 (광암동)
- 하남2센터창고: 경기도 하남시 초광산단로 40 (초이동)